# 小田部 (市原市)
小田部（おだっぺ）は、千葉県市原市の市津地区にある大字。郵便番号は290-0176。

## 概要
市原市北部の市津地区にある。同市三和地区及び市原地区と境界に位置する。全体的に山がちで、おおよそ南北方向の中央部が谷のようになっている。

## 地理
北は荻作、東は勝間、南は山倉、西は能満と接している。

## 世帯数と人口
2022年4月1日現在の世帯数と人口は以下の通りである。
| 町丁字 | 世帯数 | 人口  |
| ------ | ------ | ----- |
| 小田部 | 83世帯 | 170人 |

## 通学区域
市立小学校・市立中学校及び県立高等学校の通学区域は以下の通りである
| 町丁字 | 番地 | 小学校             | 中学校             | 高等学校 |
| ------ | ---- | ------------------ | ------------------ | -------- |
| 小田部 | 全域 | 市原市立湿津小学校 | 市原市立湿津中学校 | 第9学区  |

## 交通

### 鉄道
- なし

### バス
- 小湊鉄道